# Srpska književna zadruga
Coopérative littéraire serbe - Association littéraire serbe
La Srpska književna zadruga (en serbe cyrillique : Српска књижевна задруга ; en abrégé : SKZ/СКЗ), en français : la Coopérative littéraire serbe, créée le 29 avril 1892, est la plus ancienne organisation d'écrivains et la seconde plus ancienne maison d'édition de Serbie encore en activité après la Matica srpska de Novi Sad. Depuis 2013, son président est l'écrivain Milovan Danojlić.
La Coopérative littéraire serbe œuvre à la promotion de la culture au sens large, en mettant l'accent sur la culture nationale serbe, principalement par la publication d'œuvres culturelles. Elle fonctionne comme une organisation indépendante gérée par ses membres.
Lors de sa fondation en 1892, l'académicien Stojan Novaković (1842-1915) été élu comme son premier président, et le poète Jovan Jovanović Zmaj (1833-1904), été élu comme son premier président vice-président, tandis que l'historien Ljubomir Jovanović (1865-1928) a été élu secrétaire,. Jovan Jovanović Zmaj a également dessiné son emblème. Pendant de nombreuses années, Novaković a été président de coopérative, qui a publié les meilleurs ouvrages de la littérature serbe, de l'histoire et de la littérature scientifique nationale ; son premier livre publié a été Život i priključenija Dimitria Obradovića (La Vie et les Aventures de Dimitrije Obradović) de Dositej Obradović (1833),.

## Historique

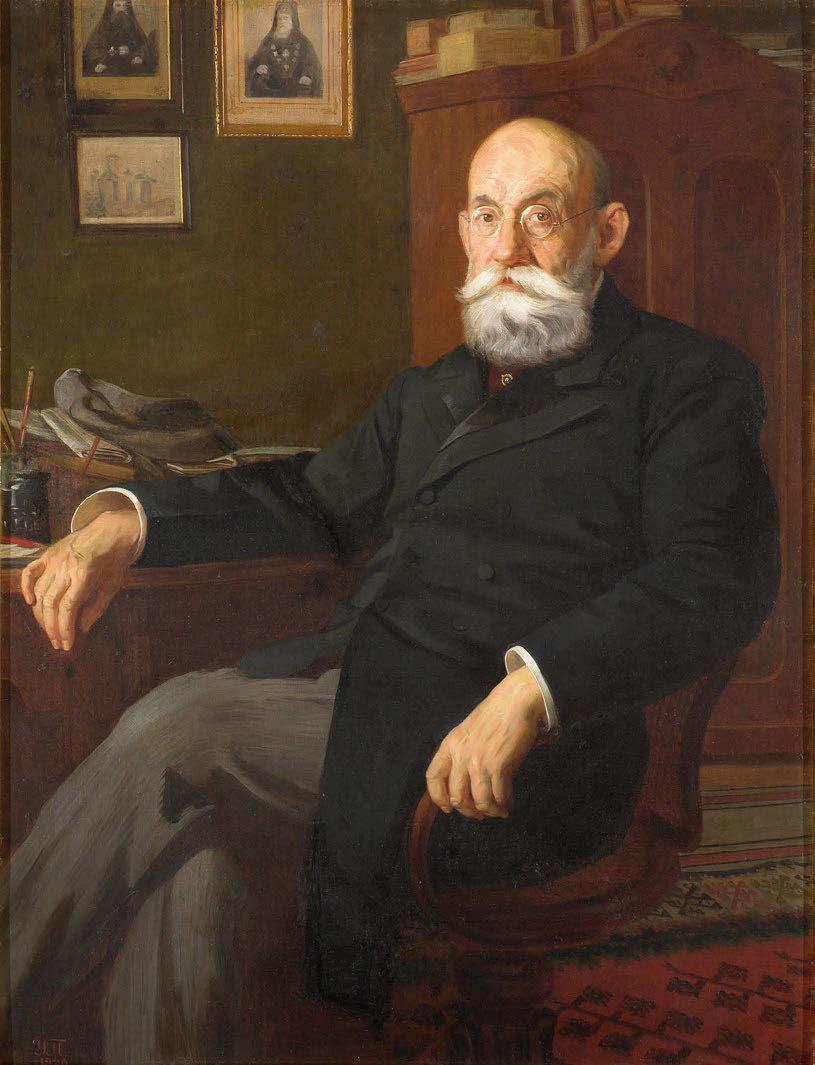
Portrait de Stojan Novaković par Uroš Predić.

La Coopérative littéraire serbe a été fondée le 29 avril 1892 à Belgrade, dans le bâtiment de l'Académie royale serbe de l'époque, au 15 rue Brankova. Ses fondateurs étaient Stojan Novaković, Jovan Jovanović Zmaj, Ljubomir Stojanović, Ljubomir Kovačević, Svetislav Vulović, Andra Gavrilović, Ljubomir Jovanović, Milan Đ. Milićević, Milan Jovanović Batut, ainsi que d'autres écrivains et scientifiques serbes importants de cette période,.
Plus tard, les écrivains et scientifiques serbes les plus importants de leur temps, de Pavle Popović, Jovan Skerlić, Milovan Glišić, Simo Matavulj, Isidora Sekulić, Jaša Prodanović, Tihomir Đorđević, Ivo Andrić, Veljko Petrović ou Miloš N. Đurić, à Radovan Samardžić, Vojislav Đurić, Dobrica Ćosić, Risto Tošović, Milan Đoković, Branko V. Radičević, Desanka Maksimović, Meša Selimović, Ivan V. Lalić, Jovan Hristić, Slobodan Selenić ou Vasko Popa ont été à la tête de la coopérative ou dans son conseil d'administration,.
Le jour de sa fondation, les statuts de la Srpska književna zadruga ont été adoptés, stipulant que l'association se donnait comme but « de contribuer à une meilleure diffusion d'œuvres choisies de la belle littérature et de cours utiles généralement et de créer ainsi une bibliothèque pour toutes les catégories du peuple »,. Le second point du règlement stipule que l'Association littéraire serbe prendra soin de « préparer de manière critique les éditions d'écrivains serbes des plus anciens aux plus récents, de publier des œuvres sélectionnées de la littérature contemporaine belle et généralement utile, de diriger le choix de la traduction et des emprunts aux littératures slaves, étrangères et classiques, de contribuer généralement au développement plus large de la littérature populaire, en facilitant l'édition et la diffusion des livres par tous les moyens à sa disposition »,. Les règlements précisent que, pour atteindre ces objectifs, la Coopérative publiera « une série de livres selon ses propres ressources » chaque année, qui « ne peut inclure moins de six livres ni moins de six pages imprimées » par livre,.
Le 13 mai 1892, les fondateurs ont envoyé une proclamation intitulée « À tous le peuple serbe » (Svem srpskom narodu), dans laquelle ils invitaient les Serbes à « acheter » la Srpska književna zadruga, en soulignant notamment que l’unité de l’espace culturel serbe constituait l’une des conditions fondamentales du progrès du peuple serbe.

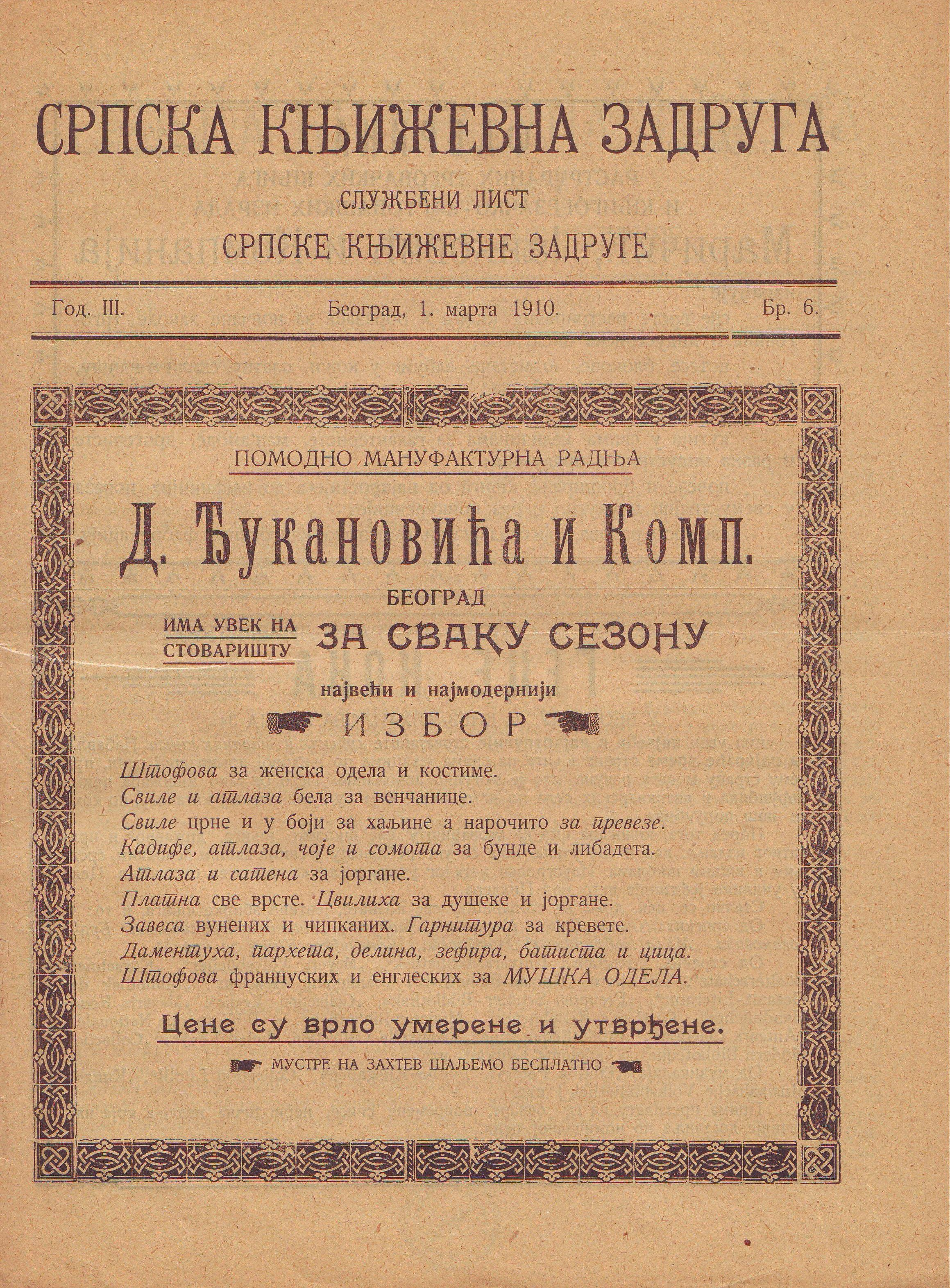
Le Journal officiel de la Srpska književna zadruga, 1910.

À l'automne de 1892, la Srpska književna zadruga a publié son premier Kolo,, nom donné à la série de publications de l'année et nom qu'il conserve encore aujourd'hui. Cette première série comptait sept ouvrage : Život i priključenija (Vie et Aventures) de Dositej Obradović (1er livre), S mora i sa suva (De la mer et du sec) de Milan Jovanović, Davorje de Jovan Sterija Popović, Bakonja fra Brne de Simo Matavulj, Dramatski spisi de Kosta Trifković, Istinska služba d'Ignati Potapenko, Istorija srpskog naroda de Ljubomir Kovačević et Ljubomir Jovanović. L'année suivante, en 1893. le second Kolo a été imprimé, lui aussi formé de sept ouvrages : le second livre de Život i priključenija de Dositej Obradović, les Memoari (Mémoires) de Prota Mateja Nenadović, Dva idola (Deux Idoles) de Bogoboj Atanacković, Kameno doba (L'Âge de pierre) de Jovan Žujović, Prve žrtve (Les premières Victimes) d'Andra Gavrilović, Iz prirode (De la nature) de Josif Pančić et S francuskoga Parnasa (Du Parnasse français), une anthologie de la poésie française du XIXe siècle. Le premier Kolo a été imprimé à 5 000 exemplaires et l'année suivante une réédition de ce Kolo a été imprimé à 4 000 exemplaires ; le second Kolo a été imprimé à 7 000 exemplaires. Le tirage a augmenté avec le temps comme le nombre de ses abonnés, qui vivaient en Serbie, en Bosnie-Herzégovine, en Croatie, en Dalmatie, au Monténégro et en Voïvodine, si bien qu'avant la Première Guerre mondiale, le tirage des Kolos atteignait 10 000 à 11 000 exemplaires. De l'origine à 2020, 110 Kolos de la Srpska književna zadruga ont été publiés, avec près de 700 titres.
En 1898, en plus des Kolos annuels, la Srpska književna zadruga a lancé une nouvelle collection appelée Zabavnik, destinée à la publication d'œuvres en prose d'écrivains de renommée mondiale. En 1898, a ainsi paru le roman Oblomov d'Ivan Gontcharov, dans une traduction serbe de Milovan Glišić, Notre-Dame de Paris (Bogorodičina crkva u Parizu) de Victor Hugo, dans une traduction de Dušan Đokić, et Pripovetke iz poznatih evropskih književnosti (Contes célèbres des littératures européenne). L'année suivante, en 1899, a paru Guerre et Paix de Léon Tolstoï (Rat i mir, dans une traduction de Milovan Glišić et David Copperfield de Charles Dickens, dans une traduction de Dragomir Janković. Les années suivantes ont été publiés les romans  Par le fer et par le feu d'Henryk Sienkiewicz et Les Fiancés d'Alessandro Manzoni, tous deux avec de grands tirages. La même année que Zabavnik, en 1898, a paru le premier livre de la collection Posebna izdanja (« Éditions spéciales »), créée pour la publication occasionnelle d'ouvrages ; y ont paru le Roland furieux de l'Arioste, dans une traduction serbe de Dragiša Stanojević mais aussi des livres de Jovan Jovanović Zmaj, Stojan Novaković ou des poèmes de Branko Radičević, puis  Apollo de Salomon Reinach et Istorija Srpske književne zadruge (Histoire de la Srpska književna zadruga) de Sreten Stojković et Vladimir Ćorović (1932) etc.
Entre les deux guerres mondiales, deux nouvelles bibliothèques coopératives ont été fondées : Poučnik (« Manuel ») en 1925 et Savremenik (« Contemporain ») en 1931,. Dans la collection Poučnik, qui fait paraître des livres consacrés à la science et à la culture couramment écrits, les deux premiers livres édités ont été Bosna i Hercegovina (La Bosnie-Herzégovine) de Vladimir Ćorović et Plemeniti minerali i drago kamenje (Minéraux nobles et Pierres précieuses) de Sava Urošević,,. La collection Savremenik a publié quatre livres d'écrivains nationaux déjà confirmés et aussi plus jeunes chaque année jusqu'à la Seconde Guerre mondiale ; dans la première série figurent les Pripovetke (Contes) d'Ivo Andrić, les nouvelles du recueil Ludilo srca (La Folie du cœur) de Desanka Maksimović, les Pozorišne kritike (Critiques théâtrales) de Milan Grol et le drame U agoniji (Dans l'agonie) de Miroslav Krleža ; dans la dixième série, en 1940, figurent notamment la Kronika palanačkog groblja (La Chronique du cimetière de Palanka) d'Isidora Sekulić et Planinci de Branko Ćopić.

### Présidents
La Srpska književna zadruga a été dirigée par les présidents suivants :
| Portrait | Nom                 | Période     |
| -------- | ------------------- | ----------- |
|          | Stojan Novaković    | 1892-1895   |
|          | Ljubomir Kovačević  | 1895-1898   |
|          | Pera Đorđević       | 1898-1902   |
|          | Ljubomir Stojanović | 1902-1904   |
|          | Ljubomir Jovanović  | 1904-1906   |
|          | Dobrosav Ružić      | 1906-1908   |
|          | Stojan Novaković    | 1908-1915   |
|          | Sreta Stojković     | 1920-1928   |
|          | Pavle Popović       | 1928-1937   |
|          | Marko Car           | 1937-1941   |
|          | Tihomir Đorđević    | 1941-1942   |
|          | Veljko Petrović     | 1945-1952   |
|          | Miloš N. Đurić      | 1952-1957   |
|          | Vojislav Đurić      | 1957-1961   |
|          | Milan Đoković       | 1961-1962   |
|          | Svetislav Đurić     | 1962-1966   |
|          | Milan Đoković       | 1966-1969   |
|          | Dobrica Ćosić       | 1969-1972   |
|          | Risto Tošović       | 1973-1986   |
|          | Radovan Samardžić   | 1988-1994   |
|          | Branko V. Radičević | 1995-1997   |
|          | Novica Petković     | 1997-1999   |
|          | Milisav Savić       | 2000-2001   |
|          | Slavenko Terzić     | 2001-2005   |
|          | Slobodan Rakitić    | 2005-2013   |
|          | Milovan Danojlić    | Depuis 2013 |

## Publications (2011-2020)

### Kolo
- 2011 (103e Kolo)[19] : Miloš Blagojević, Srpska državnost u srednjem veku [« L'État serbe au Moyen Âge »][N 9] ; Chrétien de Troyes, Lanselot ili vitez na taljigama (Lancelot ou le Chevalier de la charrette) ; Sophocle Gospodar Edip et Edip na Kolonu (Œdipe roi et Œdipe à Colone) ; Dragan Nedeljković, Veliko doba ruske književnosti [« L'Âge d'or de la littérature russe »] (ISBN 978-8637911746) ; Vladeta Janković, Beočug : ogledi i kritike o srpskim piscima [« Beočug : vues et critiques sur les écrivains serbes »] (ISBN 978-8637911838) ; Jean-Philippe Toussaint, Bežanje (Fuir).
- 2012 (104e Kolo)[20] : Jovan Radulović, Sumnjiva sahrana (Un Enterrement suspect)[21] ; Mihailo Vojvodić, Stojan Novaković ; Danilo Nikolić, Spisak budućih pokojnika (La Liste des futurs décédés) ; Miloš Kovačević, Lingvostilistika književnog teksta [« Stylistique linguistique du texte littéraire »] (ISBN 978-8637912170) ; Đorđo Sladoje, Zlatne olupine (Les Épaves dorées).
- 2013 (105e Kolo)[22] : Ranko Jovović, Čekajući jakobince (En attendant les Jacobins) ; Lazar Trifunović, Srpsko slikarstvo 1900–1950 [« La Peinture serbe (1900-1950) »] (ISBN 978-8637912484) ; Ivo Tartalja, Pesma o pesmi [« Le Poème sur le poème »] ; Ljubomir Maksimović, Ogledi o političkoj moći u Vizantiji [« Essais sur le pouvoir politique à Byzance »] (ISBN 978-8637912446) ; Milo Lompar et al., Knjiga o Njegošu [« Le Livre sur Njegoš »] (ISBN 978-8607883103)[N 10].
- 2014 (106e Kolo)[23] : Properce, Prekratka je ljubav ma kol'ko da traje (« L'amour est trop court, peu importe combien de temps il dure »)[N 11] ; Slavica Garonja, Povratak u Arkadiju (Retour en Arcadie) ; Nenad Ljubinković, Naši daleki preci (Nos lointains Ancêtres) ; Petar Pajić, Izabrane pesme (Poèmes choisis)[24],[25],[N 12] ; Ljubomir Maksimović, Ogledi o političkoj moći u Vizantiji [« Essais sur le pouvoir politique à Byzance »] (ISBN 978-8637912446) ; Slobodan Dušanić, Antičke teme [« Thèmes antiques »] (ISBN 978-8637912729)
- 2015 (107e Kolo)[26] : Zvonimir Vučković, Sećanja iz rata (Souvenirs de la guerre)[N 13] ; Radovan Beli Marković, Putnikova ciglana (La Briqueterie Putnikova)[27] ; Sima Pandurović, Pesme (Poèmes) ; Branimir Šćepanović, Cet autre Temps ; Salluste, Katilinina zavera – Istorije (La Conjuration de Catilina - Histoires).
- 2016 (108e Kolo)[28] : Dušan Radović, Izabrane pesme (Choix de poèmes).
- 2017 (109e Kolo)[29] : Dobrica Erić, Izabrane pesme (Choix de poèmes) ; Grozdana Olujić, Preživeti do sutra (Survivre jusqu'à demain)[30],[N 14] ; Jovan Deretić, Kompozicija „Gorskog vijenca“ [« La Composition des Lauriers de la montagne »] (1re éd. 1969)[N 15] ; Vasilije Krestić, Znameniti Srbi o Hrvatima [« Les Serbes célèbres parlent de la Croatie »] ; Lucien de Samosate, Izabrani spisi (Écrits choisis) ; Michel de Montaigne, Ogledi, Knjiga druga (Essais, Livre II) ; Michel de Montaigne, Ogledi, Knjiga prva (Essais, Livre I).
- 2018 (110e Kolo)[31] : Mira Radojević, Srpski narod i jugoslovenska kraljevina 1918–1941, Prvi tom [« Le Peuple serbe et le royaume de Yougoslavie (1918-1941), tome 1 »] ; Catulle, Mrzim i volim (Je hais et j'aime)[N 16] ; Milo Lompar (directeur éditorial) et al., Knjiga o Lubardi [« Le Livre sur Lubarda »] ; Milovan Đilas, Crna Gora (Monténégro) ; Snežana Samardžija, Reči u vremenu [« Les Mots dans le temps »] ; Branko Ćopić, Izabrane pjesme (Poèmes choisis).
- 2019 (111e Kolo)[32] : Justin Popović, On među njima (Lui au milieu d'eux)[N 17] ; Jovan Radonić, Đurađ II Branković : Despot Ilirika [« Đurađ II Branković, despote d'Illyrie »] ; Tomislav Marinković, Izabrane pesme (Choix de poèmes) ; William Shakespeare, Soneti (Sonnets) ; Épictète, O pitanjima karaktera i moralnog izbora (Sur les questions de caractère et de choix moral) ; Dragan Lakićević (codirection de l'édition) et Milo Lompar (codirecteur de l'édition), Knjiga o Šumanoviću [« Le Livre de Šumanović »].
- 2020 (112e Kolo)[33] : Michel de Montaigne, Ogledi, Knjiga treća (Essais, Livre III) ; Grgur Jakšić, Evropa i vaskrs Srbije 1804-1834 [« L'Europe et la Résurrection de la Serbie (1804-1834) »][N 18] ; Radovan Beli Marković, Stojna vetrenjača (Moulin à vent debout) ; Dragan Lakićević (codirection de l'édition) et Milo Lompar (codirecteur de l'édition), Knjiga o Nadeždi [« Le Livre de Nadežda »] ; Vasko Popa, Izabrane pesme (Choix de poèmes).

### Autres collections
- Istorijska izdanja (Éditions historiques)[34] : İlber Ortaylı, Najduži vek imperije [« Le plus long Siècle de l'empire »][N 19].
- Istorijska misao (Pensée historique)[35] : Richard J. Evans, U odbranu istorije [« In Defense of History »] ; Lucien Febvre, Borba za istoriju [« Combats pour l'histoire »].
- Književna misao (Pensée littéraire)[36]